# Île-à-la-Crosse (circonscription saskatchewanaise)
Pour les articles homonymes, voir Île-à-la-Crosse (homonymie).
Circonscription électorale provinciale du Canada
Île-à-la-Crosse est une ancienne circonscription électorale provinciale de la Saskatchewan au Canada. Elle est représentée à l'Assemblée législative de la Saskatchewan de 1917 à 1934.

## Liste des députés
| Parlement              | Années          | Député          | Député          | Parti           |
| Île-à-la-Crosse        | Île-à-la-Crosse | Île-à-la-Crosse | Île-à-la-Crosse | Île-à-la-Crosse |
| ---------------------- | --------------- | --------------- | --------------- | --------------- |
| 4e                     | 1917–1921       |                 | Joseph Nolin    | Libéral         |
| 5e                     | 1921–1925       |                 | Joseph Nolin    | Libéral         |
| 6e                     | 1925-1926       |                 | Joseph Nolin    | Libéral         |
| 6e                     | 1926-1929       | Jules Marion    |                 | Libéral         |
| 7e                     | 1929–1934       | Jules Marion    |                 | Libéral         |
| Circonscription abolie |                 |                 |                 |                 |